# Biografielijst Dm

## Dme
- Addys D'Mercedes (1973), Cubaans zangeres en componist

## Dmi
- Valeri Dmitriev (1984), Kazachs wielrenner
- Artoer Dmitrijev (1968), Russisch kunstschaatser
- Aleksej Dmitrik (1984), Russisch atleet

## Dmx
- DMX (1970-2021), Amerikaans rapper